# Spathiphyllum kalbreyeri
Spathiphyllum kalbreyeri G.S.Bunting – gatunek wieloletnich, wiecznie zielonych roślin zielnych z rodzaju skrzydłokwiat, z rodziny obrazkowatych, występujący w Panamie i Kolumbii, zasiedlający równikowe lasy deszczowe.